# 上费尔
上费尔是德国莱茵兰-普法尔茨州的一个市镇。总面积5.56平方公里，总人口1107人，其中男性556人，女性551人（2011年12月31日），人口密度199人/平方公里。